# Long Tall Sally
«Long Tall Sally» es un blues de doce compases en el género rock and roll, escrita por Robert «Bumps» Blackwell, Enotris Johnson y Richard Penniman (conocido como «Little Richard»),  grabada por Little Richard y lanzada en marzo de 1956 en el sello Specialty Records. 
El lado B del sencillo fue «Slippin' and Slidin'». Ambas canciones aparecieron posteriormente en el LP Here's Little Richard (Specialty, marzo de 1957). El sencillo alcanzó el n.º 1 en la lista de rhythm and blues de Billboard, permaneciendo en esa posición durante seis de las 19 semanas que pasó en ella, mientras que subía al n.º 6 de la lista pop. La versión cantada por Little Richard está clasificada en el n.º 56 de la lista de Rolling Stone de las 500 mejores canciones de todos los tiempos, aunque en su lista revisada de 2010 la subió al 55.º puesto.
Se convirtió en uno de los éxitos más conocidos del cantante y se ha convertido en un estándar del rock and roll versionado por cientos de artistas que colaboraron a popularizar el tema, entre ellos Elvis Presley que la incluyó en su concierto via satélite Aloha From Hawaii transmitido a varios países del mundo. Está incluida  también en la banda sonora de la película Depredador.
La canción fue originalmente llamada «The Thing» y fue grabada en Nueva Orleans por Little Richard.

## Grabación
La sesión de grabación tomó lugar el 10 de febrero de 1956 en el J & M Studio en Nueva Orleans, el legendario estudio perteneciente a Cosimo Matassa, y ubicado en la esquina de las calles Rampart y Dumaine donde Fats Domino y muchas otras luminarias de Nueva Orleans también grabaron. «Tutti Frutti», así como muchos otros éxitos de Little Richard, también fueron grabados ahí.
El acompañamiento musical fue provisto por los mejores músicos de sesión de la casa: Edgard Blanchard (guitarra), Frank Fields (bajo), Lee Allen (saxo tenor), Alvin «Red» Tyler (saxo barítono) y Earl Palmer (batería), más Little Richard en voz y piano. Robert Blackwell fue el productor.

## Versión de Elvis Presley
Elvis Presley grabó su primera versión del tema en 1956 en el estudio 1 de Radio Recorders de Hollywood, California para su exitoso álbum titulado "Elvis"., el segundo álbum de su carrera.  Este tema se convirtió en uno de los preferidos de Elvis durante sus actuaciones en vivo en aquel entonces.  La admiración de Elvis por las canciones compuestas por Little Richard y las interpretaciones que el rey del rock realizó de las mismas colaborando a su popularización, llevaron a Richard años más tarde a considerar a Elvis como un integrador y una bendición, "Elvis fue un integrador. Una bendición. No dejaban que la música negra apareciera y él nos abrió la puerta" 
Años más tarde Presley volvería a grabar varias versiones más de la canción durante sus diferentes conciertos en vivo, la mayoría de las veces en formato de medley con Whole Lotta Shaking Goin' On que incluiría en su recital vía satélite a varios países del mundo conocido como Aloha From Hawaii.

## Versión de The Beatles
La canción fue un elemento básico del reportorio en vivo de The Beatles desde 1957 en sus inicios como The Quarrymen hasta su último concierto en San Francisco en 1966. 
«Long Tall Sally» fue grabada en medio de las sesiones para el álbum A Hard Day's Night. Es posible que la canción fuera considerada para su inclusión en la película, posiblemente para su final en vivo, quedándose como sobrante al no ser finalmente requerida.
En el Reino Unido fue lanzada por primera vez como canción principal en el EP Long Tall Sally. En los Estados Unidos apareció dos meses antes, en el álbum The Beatles' Second Album. 
The Beatles interpretaron «Long Tall Sally» durante Around The Beatles, un programa de televisión de la ITV filmado el 19 de abril de 1964. La versión se puede encontrar en Anthology 1. 
Una versión temprana para la radio, grabada el 16 de julio de 1963 y transmitida el 13 de agosto, fue incluida en el álbum recopilatorio Live at the BBC, editado en 1994. The Beatles grabaron otras seis versiones de «Long Tall Sally» para la radio de la BBC entre el 1 de abril de 1963 y 17 de julio de 1964. 